# Vertriebenenstadt

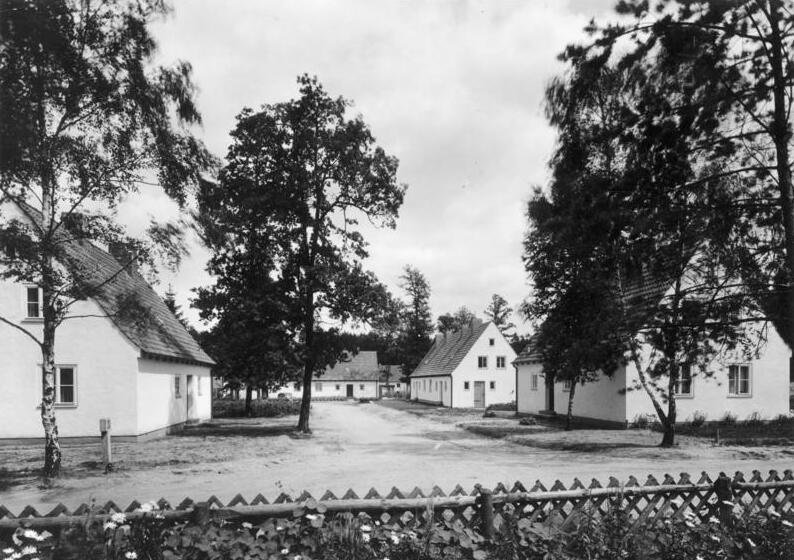
Espelkamp: Die Vertriebenen bezogen hier neben den einfachen Baracken der Munitionsanstalt auch bereits Steinhäuser

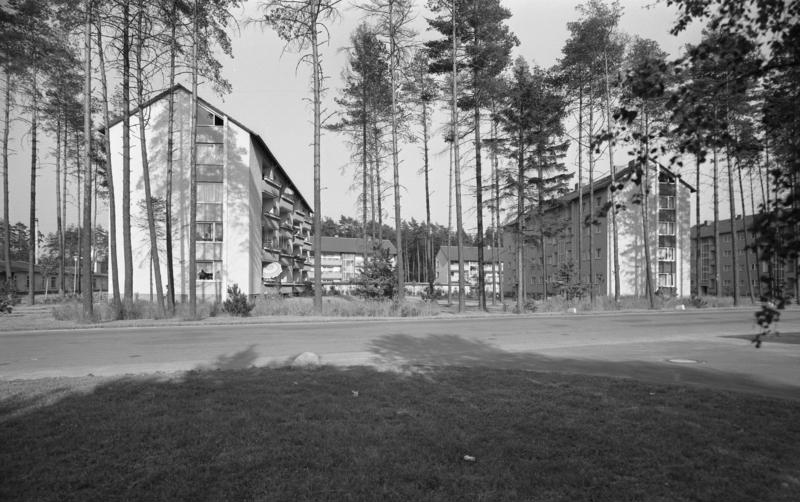
Espelkamp: In den 1950er Jahren wurde die Gemeinde in Planbauweise erweitert

Vertriebenenstädte oder Vertriebenengemeinden sind Ansiedlungen von Vertriebenen.

## Deutschland
Vertriebenenstädte oder Vertriebenengemeinden sind in der Nachkriegszeit in Deutschland entstandene Siedlungen, in denen sich Vertriebene aus den ehemaligen deutschen Ostgebieten, dem Sudetenland oder anderen Gebieten Mittel- und Osteuropas ansiedelten.
Beispiele:
- Baden-Württemberg
  - Eichenau, Stadtteil von Riedlingen
  - Hochwang, Stadtteil von Lenningen

- Bayern:
  - Geretsried im Landkreis Bad Tölz-Wolfratshausen
  - Neugablonz als Stadtteil von Kaufbeuren
  - Neutraubling im Landkreis Regensburg
  - Traunreut im Landkreis Traunstein
  - Waldkraiburg im Landkreis Mühldorf am Inn
  - vormaliges Lager Föhrenwald, hieraus entstand der Ortsteil Waldram der Stadt Wolfratshausen im Landkreis Bad Tölz-Wolfratshausen

Neutraubling, Geretsried, Traunreut und Waldkraiburg sind mittlerweile (auch aufgrund von Eingemeindungen) die größten Städte im jeweiligen Landkreis.
- Brandenburg:
  - Neuheim (seit 1997 Stadtteil von Jüterbog) im Landkreis Teltow-Fläming
  - Neurochlitz (seit 2002 Ortsteil von Mescherin) im Landkreis Uckermark

- Hessen
  - Burgwald (bis 1996 Industriehof) im Landkreis Waldeck-Frankenberg
  - Heilsberg (seit 1948 Stadtteil von Bad Vilbel) im Wetteraukreis
  - Ichelhausen (Siedlungsplatz, gehört zu Ehringshausen) im Lahn-Dill-Kreis[1]
  - Lettgenbrunn (seit 1974 Ortsteil von Jossgrund) im Main-Kinzig-Kreis
  - Oberwald (Wohnplatz, gehört zu Grebenhain) im Vogelsbergkreis
  - Seenbrücke (Siedlungsplatz in den Gemarkungen Weickartshain und Lardenbach, Stadtteile von Grünberg) im Landkreis Gießen[2]
  - Stadtallendorf im Kreis Marburg-Biedenkopf
  - Sankt Stephans-Siedlung, Stadtteil von Griesheim
  - Trutzhain (seit 1970 Stadtteil von Schwalmstadt) im Schwalm-Eder-Kreis
  - Waldsiedlung (Ortsteil von Altenstadt) im Wetteraukreis
  - Waldsiedlung (Siedlungsplatz in der Gemarkung Nieder-Weisel, Stadtteil von Butzbach) im Wetteraukreis[3]
  - Wiesental[4] (Stadtteil von Butzbach) im Wetteraukreis

- Niedersachsen:
  - Steinfeld in der Gemarkung Harlingerode (1960 geräumt), Landkreis Goslar

- Nordrhein-Westfalen:
  - Espelkamp im Kreis Minden-Lübbecke
  - Stukenbrock im Kreis Gütersloh
  - St. Arnold (Gemeinde Neuenkirchen) im Kreis Steinfurt
- Schleswig-Holstein:
  - Trappenkamp im Kreis Segeberg
  - Stift, Ortsteil der Gemeinde Altenholz[5]
  - „ERP-Programm 10.000 Flüchtlingswohnungen“ an 84 Standorten[6]

## Lage
Häufig sind Vertriebenenstädte auf dem Gelände ehemaliger Sprengstofffabriken oder Munitionsanstalten entstanden, die versteckt im Wald lagen. Als Beispiel das Luftbild von Neugablonz: 47° 54′ 36″ N, 10° 38′ 24″ O.
Neutraubling liegt auf dem Gelände eines früheren Flugzeugwerks der Messerschmitt GmbH (vorher zu Obertraubling gehörend).